# محمد أبشك
محمد أبشك (بالفارسية: محمد آبشک) هو لاعب كرة قدم إيراني من مواليد 27 يناير 1987 في رشت. يلعب في صفوف نادي فولاد.

## روابط خارجية
- محمد أبشك على موقع قاعدة بيانات كرة القدم.إي يو (الإنجليزية)
- محمد أبشك على موقع Soccerway.com (الإنجليزية)
- محمد أبشك على موقع عالم كرة القدم.نت (الإنجليزية)
- محمد أبشك على موقع كووورة